# 邁丹-薩赫尼夫西基
49°20′22″N 27°49′52″E / 49.33944°N 27.83111°E
邁丹-薩赫尼夫斯基（烏克蘭語：Майдан-Сахнівський）是位於烏克蘭西部的村莊，由赫梅利尼茨基州裡赫梅利尼茨基區的萊蒂奇夫市鎮負責管轄。該村面積0.6平方公里，海拔高度316米，2001年人口62，人口密度每平方公里102.8人。